# Segunda Guerra Chiang-Gui
La Segunda Guerra Chiang-Gui fue una guerra interna lugar que tuvo lugar entre el régimen de Nankín de Chiang Kai-shek y la camarilla de Guangxi de Li Zongren. Tras la primera Guerra Chiang-Gui, Li y Bai Chongxi se refugiaron en Hong Kong, aquí comenzaron a reorganizar su camarilla para regresar a China y derrocar a Chiang. Esta vez Li y Bai contaban con el apoyo de Zhang Fakui, con quién habían contactado para preparar una reorganización y luchar contra Chiang Kai-shek. La guerra se desarrolló entre noviembre y diciembre de 1929. Li, Bai y Zhang crearon el Partido de Protección para Salvar el País como rama política para organizar un movimiento anti-Chiang dentro de China.
La guerra inició cuando las tropas leales a Li atacaron Cantón, que se encontraba bajo el control de Chen Jitang. Las tropas de Chen no pudieron frenar el avance de las tropas de la camarilla de Guangxi, por lo que demandó ayuda urgente al gobierno central de Nankín. Chiang envió entonces a He Yingqin para socorrer a Chen Jitang. Las tropas de He hicieron retroceder a los tropas de la camarilla de Guangxi, y juntos acabaron de expulsar a los invasores a mediados de diciembre.